# Jonathan Allen
Jonathan Allen (nacido el 16 de enero de 1995) es un defensive tackle de fútbol americano para los Washington Football Team de la National Football League (NFL). Jugó fútbol americano universitario en Alabama, y fue seleccionado por los Washington Redskins en la primera ronda del Draft de la NFL de 2017. 

## Primeros años
Allen nació en Anniston, Alabama, y vivió en Seattle, Carolina del Norte, Carolina del Sur, Pittsburgh y Maryland antes de establecerse en Ashburn, Virginia, donde asistió a Stone Bridge High School. En su último año en 2012, fue el jugador de fútbol Virginia Gatorade del año. Durante su carrera, tuvo 308 tacleadas y 44 capturas (sacks). Allen era un recluta de cinco estrellas y estaba clasificado entre los mejores de su clase. Se comprometió a jugar fútbol americano universitario para la Universidad de Alabama.

## Carrera profesional
Al salir de Alabama, se proyectó que Allen fuera una de las cinco mejores elecciones por parte de algunos expertos del draft de la NFL. Su stock comenzó a disminuir después de que los equipos se preocuparon cuando le diagnosticaron artritis en uno de sus hombros y se sometió a una cirugía en ambos, dos semanas antes de la cosechadora. Fue clasificado como el mejor tackle defensivo por Sports Illustrated, Pro Football Focus y NFLDraftScout.com. ESPN lo clasificó como el segundo mejor ala defensiva detrás de Myles Garrett . Incluso con el diagnóstico de artritis, los analistas y exploradores proyectaban que Allen sería una selección de primera ronda.  

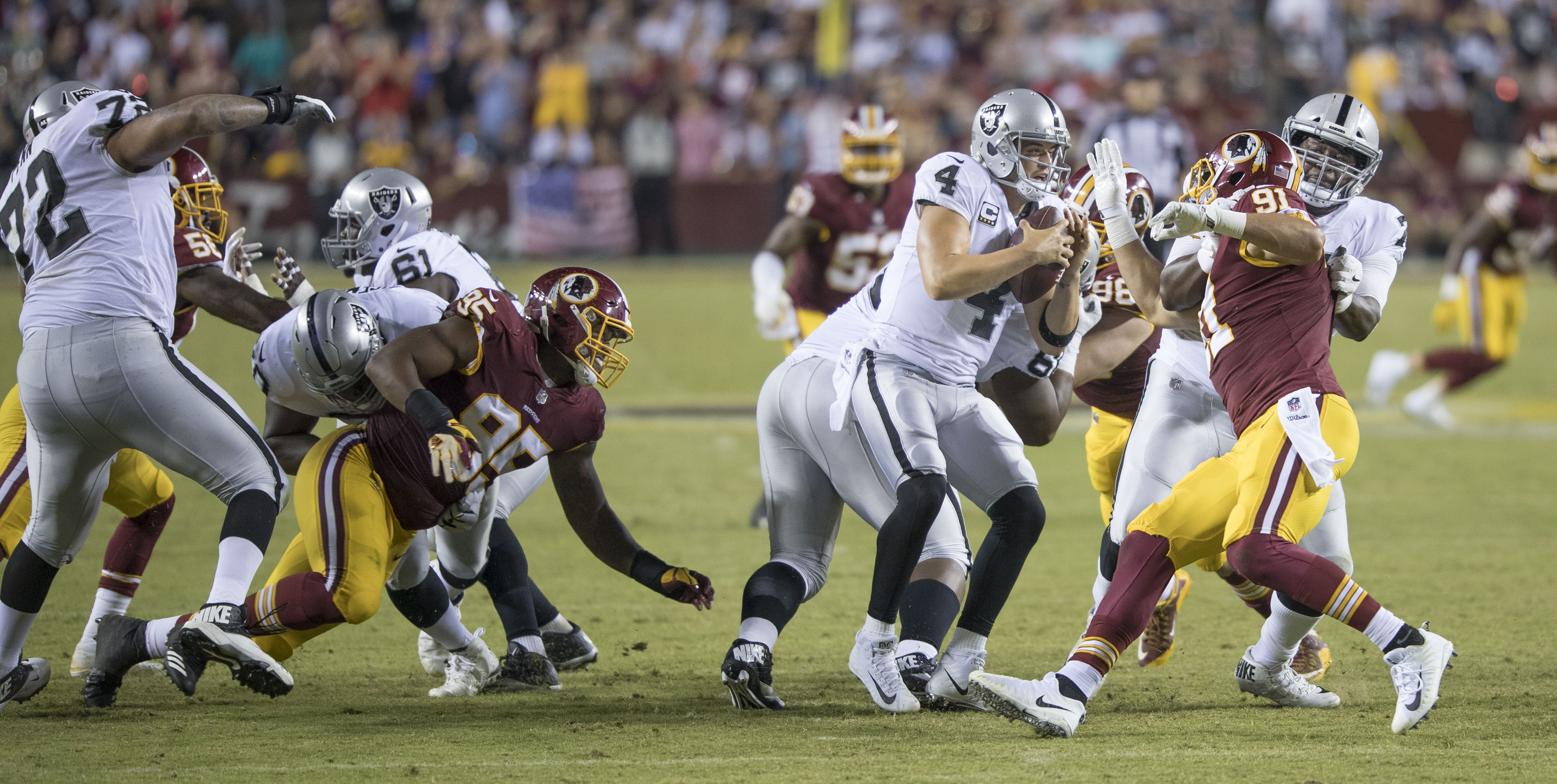
Allen (# 95) en un juego contra los Oakland Raiders durante su temporada de novato

Los Washington Redskins seleccionaron a Allen en la primera ronda, 17 en general, del Draft 2017 de la NFL . El 11 de mayo de 2017, los Redskins firmaron a Allen con un contrato de cuatro años y $ 11.59 millones que incluía un bono de firma totalmente garantizado de $ 6.57 millones. Allen grabó su primer saque de carrera en un juego de la Semana 3 contra los Oakland Raiders . En la semana 6, sufrió una lesión de Lisfranc contra los 49ers de San Francisco . Posteriormente se sometió a cirugía y fue colocado en la reserva de lesionados el 19 de octubre de 2017.

## Estadísticas generales
| Año   | Equipo | Juegos | Juegos | Tacleadas | Tacleadas | Tacleadas | Tacleadas | Intercepciones | Intercepciones | Intercepciones | Intercepciones | Intercepciones | Intercepciones | Balones sueltos | Balones sueltos |
| Año   | Equipo | GP     | GS     | Comb      | Total     | Ast       | Sck       | PDef           | Int            | Yds            | Avg            | Lng            | TDs            | FF              | FR              |
| ----- | ------ | ------ | ------ | --------- | --------- | --------- | --------- | -------------- | -------------- | -------------- | -------------- | -------------- | -------------- | --------------- | --------------- |
| 2017  | WAS    | 5      | 5      | 10        | 3         | 7         | 1.0       | 0              | --             | --             | --             | --             | --             | 0               | 0               |
| 2018  | WAS    | 16     | 16     | 61        | 35        | 26        | 8.0       | 0              | --             | --             | --             | --             | --             | 0               | 0               |
| 2019  | WAS    | 15     | 15     | 68        | 46        | 22        | 6.0       | 1              | --             | --             | --             | --             | --             | 0               | 1               |
| 2020  | WAS    | 16     | 16     | 63        | 36        | 27        | 2.0       | 0              | --             | --             | --             | --             | --             | 0               | 1               |
| 2021  | WAS    | 17     | 17     | 62        | 31        | 31        | 9.0       | 0              | --             | --             | --             | --             | --             | 0               | 0               |
| 2022  | WAS    | 16     | 16     | 65        | 44        | 21        | 7.5       | 3              | 1              | 1              | 1.0            | 1              | 0              | 2               | 0               |
| 2023  | WAS    | 16     | 16     | 53        | 30        | 23        | 5.5       | 1              | --             | --             | --             | --             | --             | 0               | 0               |
| 2024  | WAS    | 8      | 7      | 19        | 16        | 3         | 3.0       | 0              | --             | --             | --             | --             | --             | 0               | 0               |
| Total | Total  | 109    | 108    | 401       | 241       | 160       | 42.0      | 5              | 1              | 1              | 1.0            | 1              | 0              | 2               | 2               |

Fuente: Pro-Football-Reference.com